# Los cazafantasmas
Los cazafantasmas, en inglés The Ghostbusters, es una película estadounidense de 1984 del género comedia con algunos toques de ciencia ficción y temática paranormal, producida y dirigida por Ivan Reitman, protagonizada por Bill Murray, Dan Aykroyd, Sigourney Weaver, Harold Ramis, Rick Moranis, Annie Potts, William Atherton y Ernie Hudson. La película fue un éxito de taquilla y se registró como la comedia más taquillera de la década. Su banda sonora fue compuesta por Elmer Bernstein. La canción "Ghostbusters" de Ray Parker Jr. ganó el premio BAFTA 1985 a la mejor canción original. En 1989 se editó, además, el álbum de la banda sonora original de la película. Además fue nominada a 2 Premios Oscar (canción y efectos visuales) y 3 Globos de Oro (mejor película de comedia, actor de comedia para Bill Murray y canción).

## Argumento

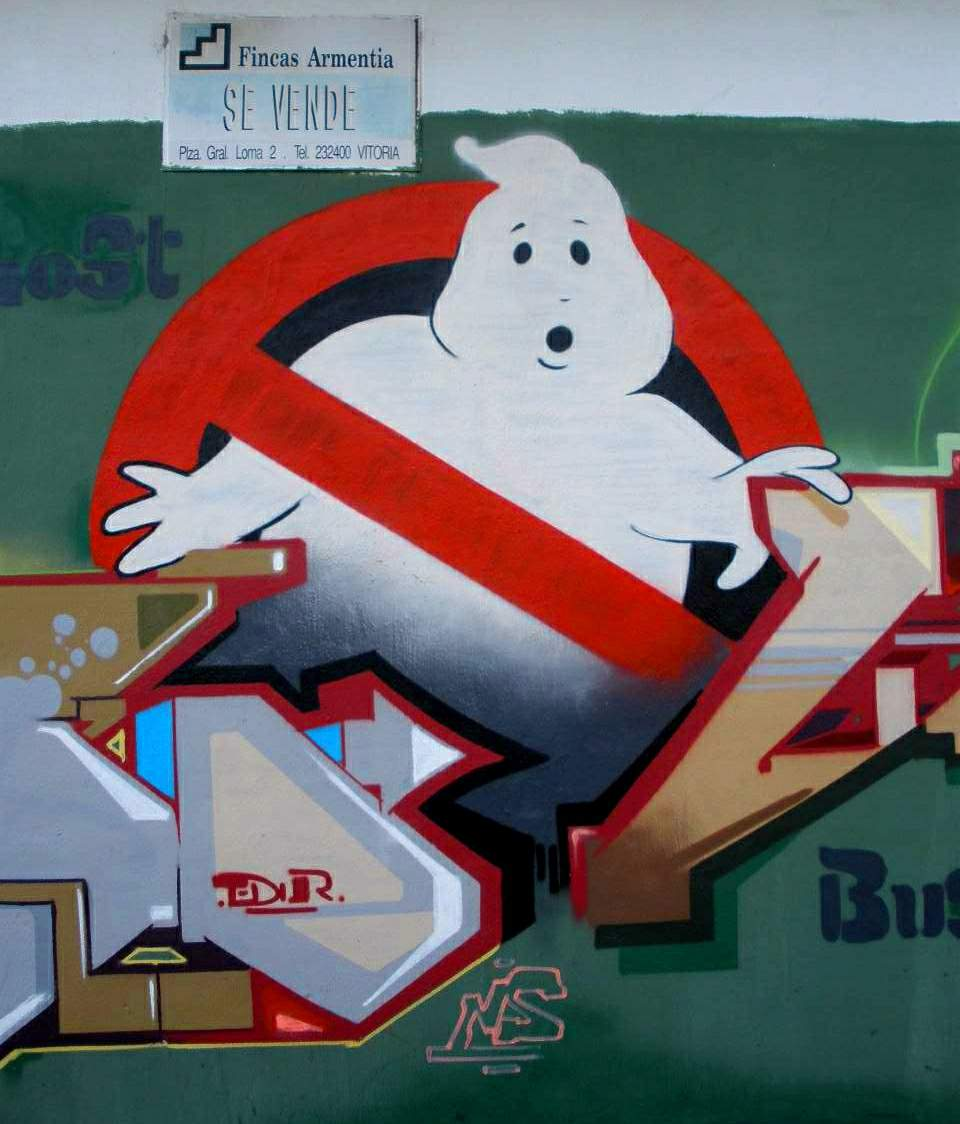
Mural con imagen de la película Los cazafantasmas, una de las más famosas sobre fantasmas. Hoy en día los fantasmas forman parte de la cultura popular y se han realizado numerosas las representaciones cinematográficas sobre ellos, llegando a tener su propio género: Películas sobre fantasmas.

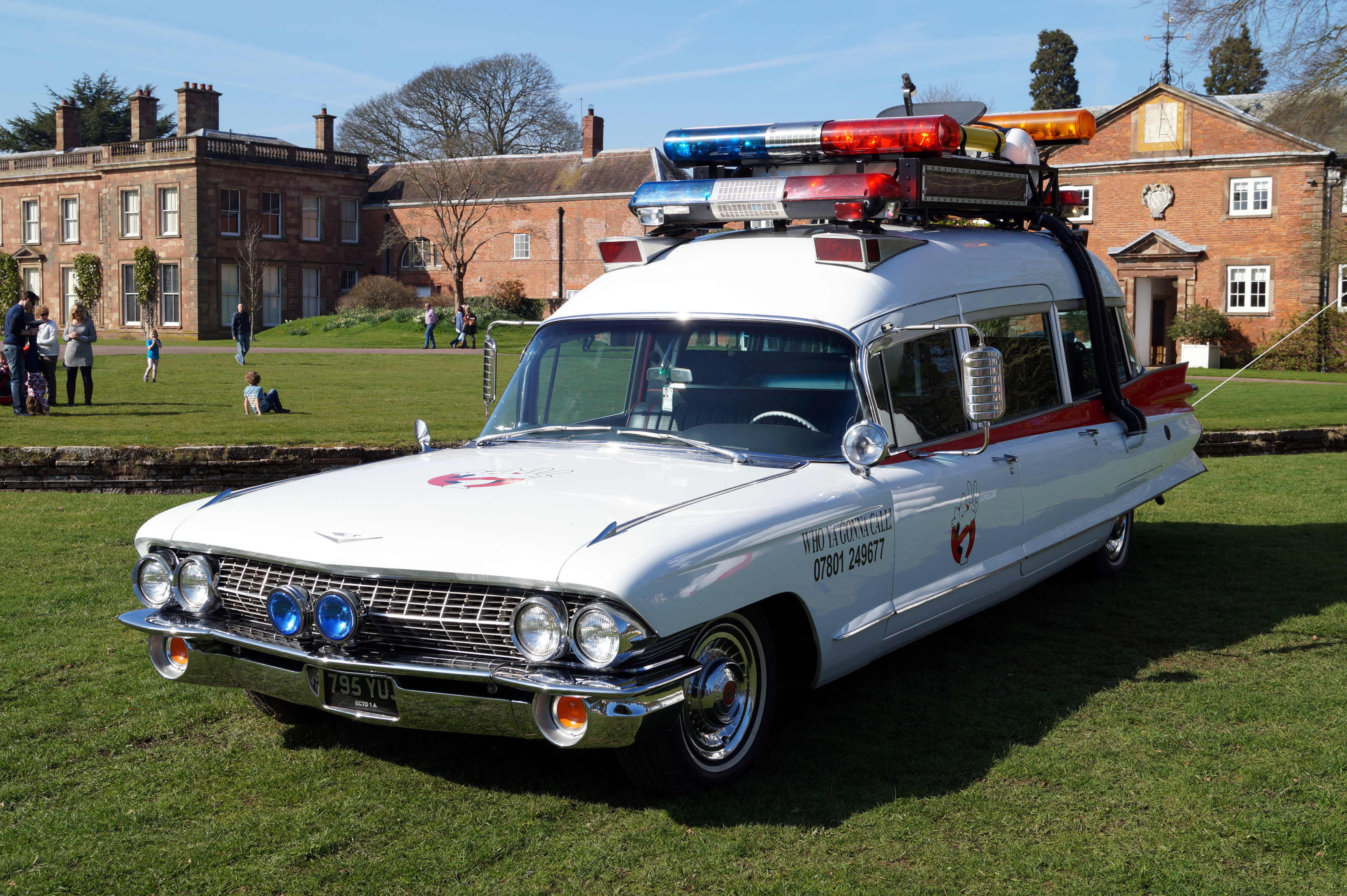
Ectomóvil de los Cazafantasmas, Cadillac Miller-Meteor. Weston Park Transport Show, 2015.

Peter Venkman, Raymond "Ray" Stantz y Egon Spengler son científicos de la Universidad de Columbia que investigan lo paranormal. Tras un primer encuentro con un fantasma que se manifiesta en la Biblioteca Pública de Nueva York, el decano los despide y descarta la credibilidad de su investigación. En respuesta, crean «Cazafantasmas», un servicio de investigación y eliminación paranormal. Convierten una estación de bomberos en desuso, desarrollan equipos de alta tecnología para capturar y contener fantasmas, y convierten un automóvil combinado en el "Ectomobile" ("ectomóvil") con la placa ECTO-1 para respaldar el negocio.
Al ver un anuncio en televisión, una violonchelista inicialmente escéptica, Dana Barrett, los llama después de un encuentro paranormal en su cocina. Al relatar el evento, describe cómo abrió el refrigerador y vio una criatura que pronunciaba una sola palabra: «Zuul». Venkman la tranquiliza y se interesa románticamente en ella, mientras Ray y Egon investigan las afirmaciones. El negocio va lento hasta que los contratan para eliminar un fantasma del hotel Sedgewick. Allí, Egon advierte al grupo de que nunca crucen las corrientes de energía de las armas de paquete de protones, ya que esto podría causar una explosión catastrófica. Capturan su primer fantasma y lo depositan en una unidad de contención especial en la estación de bomberos.
Pronto el negocio prospera a medida que aumenta la actividad paranormal en la ciudad de Nueva York. Para hacer frente a la demanda, contratan a un cuarto miembro, Winston Zeddemore. Sospechoso de las operaciones de los Cazafantasmas, Walter Penn, un inspector de la Agencia de Protección Medioambiental, pide evaluar el equipo del que se valen, pero se va después de que Venkman lo insulta. En privado, Egon advierte al equipo de que el aumento de la actividad sobrenatural se está volviendo peligroso y que el equipo corre el riesgo de fallar bajo el estrés.
Venkman se encuentra con Dana y le comparte que Zuul era un semidiós hitita adorado como un sirviente de Gozer el Gozeriano, un dios de la destrucción que cambia de forma. El hombre convence a Dana de discutir el caso más a fondo durante la cena. Sin embargo, cuando Dana regresa a casa, Zuul la ataca y la posee sobrenaturalmente. En un apartamento cercano, una entidad casi idéntica se manifiesta, y luego persigue y posee a un vecino, Louis Tully. Venkman llega y encuentra a la poseída Dana, que dice ser «la Guardiana de la puerta». Louis, también poseído, es encontrado por agentes de policía y afirma que es «Vinz Clortho, el maestro de llaves de Gozer». Los Cazafantasmas están de acuerdo en que necesitan reagruparse pero mantener a la pareja separada.
Penn regresa con la policía y los trabajadores de la ciudad para arrestar a los Cazafantasmas y ordena la desactivación del sistema de contención de fantasmas. Estresado más allá de su capacidad, el cierre provoca una explosión que libera a los fantasmas capturados y los Cazafantasmas son detenidos. Louis logra escapar en la confusión y se dirige al edificio de apartamentos, donde se encuentra con Dana. En la cárcel, Ray y Egon revelan que el edificio de Dana es la verdadera fuente del aumento sobrenatural. El arquitecto, Ivo Shandor, un genio y líder de un culto de adoración a Gozer, lo diseñó para canalizar fantasmas con el propósito de acabar con el mundo. Ante el caos en la ciudad, los Cazafantasmas convencen al alcalde de que los libere, a pesar de las protestas de Penn.
En el techo del edificio de apartamentos, Dana y Louis abren la puerta entre dimensiones y se transforman en criaturas sobrenaturales justo cuando llegan los Cazafantasmas. Gozer, en forma de mujer, llega y Ray intenta razonar con ella primero. Cuando esto falla, Gozer ataca, lo que obliga a los Cazafantasmas a intentar atraparla, pero ella desaparece. Su voz incorpórea exige que los Cazafantasmas «elijan la forma del destructor». Ray recuerda inadvertidamente la mascota de los malvaviscos que comía de acampada en la infancia, y Gozer reaparece en la forma de un gigante malvavisco, «Stay Puft», que procede a atacar la ciudad. Egon le dice al equipo que ignore su consejo anterior y crucen las corrientes de energía de protones en el portal de Gozer. La explosión resultante destruye la forma del hombre malvavisco de Gozer, la destierra de esta dimensión y cierra el portal. Los Cazafantasmas rescatan a Dana y Louis de los escombros y son recibidos en la calle como héroes.

## Reparto
- Bill Murray es Peter Venkman: Un profesor parapsicólogo expulsado de la Columbia University, por lo que funda una compañía de investigación de fenómenos paranormales llamada "Cazafantasmas".
- Dan Aykroyd es Ray Stantz: Otro profesor parapsicólogo, colega de Peter Venkman, también expulsado de la Columbia University y cofundador de los Cazafantasmas.
- Harold Ramis es Egon Spengler: Otro profesor parapsicólogo, colega de Peter Venkman y Ray Stantz, también expulsado de la Columbia University y cofundador de los Cazafantasmas.
- Ernie Hudson es Winston Zeddemore: Un sujeto, testigo de lo paranormal, reclutado por los Cazafantasmas como apoyo.
- Annie Potts es Janine Melnitz: Una secretaria despreocupada, contratada por los Cazafantasmas.
- Rick Moranis es Louis Tully: Un contable que vive en un apartamento, quien también siente lo paranormal. Es poseído y llamado el Maestro de las llaves por una entidad oscura llamado Gozer.
- Sigourney Weaver es Dana Barrett: Una mujer que vive en un apartamento, vecina de Tully y el interés romántico de Venkman. Es poseída y llamada la Guardiana de la puerta por una entidad oscura llamado Gozer.
- William Atherton es Walter Penn: Un empleado de la Agencia de Protección Medioambiental que detesta a Venkman, al provocar un caos paranormal.

## Producción
La película fue idea de Dan Aykroyd, que le encantaba los temas paranormales. Ivan Reitman y Harold Ramis le ayudaron más tarde a Aykroyd con el guion y vendieron el proyecto a Columbia Pictures, que les dejó 25 millones de dólares para hacer la película. Cabe destacar que Eddie Murphy iba a participar en la película como Winston Zeddmore, pero lo dejó para rodar Superdetective en Hollywood (1984).
Una vez empezado el rodaje se tuvo que improvisar mucho para rodarla y se hizo con éxito. Se filmó toda la película en Nueva York. Las localizaciones principales fueron la Biblioteca Pública, la Universidad de Columbia, la Hook & Ladder Company 8, la 55 Central Park West, el Lincoln Center y el Tavern on the Green.

## Fechas de estreno mundial
| País                                                                          | Fecha de estreno                  |
| ----------------------------------------------------------------------------- | --------------------------------- |
| Alemania                                                                      | Jueves 24 de enero de 1985        |
| Argentina                                                                     | Jueves 20 de diciembre de 1984    |
| Australia                                                                     | Jueves 15 de noviembre de 1984    |
| Austria                                                                       | Viernes 21 de diciembre de 1984   |
| Bélgica                                                                       | Miércoles 5 de diciembre de 1984  |
| Belice · Costa Rica · El Salvador · Guatemala · Honduras · Nicaragua · Panamá | Martes 25 de diciembre de 1984    |
| Bolivia                                                                       | Martes 25 de diciembre de 1984    |
| Brasil                                                                        | Jueves 20 de diciembre de 1984    |
| Chile                                                                         | Viernes 7 de diciembre de 1984    |
| Colombia                                                                      | Martes 25 de diciembre de 1984    |
| Dinamarca                                                                     | Viernes 14 de diciembre de 1984   |
| Ecuador                                                                       | Martes 25 de diciembre de 1984    |
| Egipto                                                                        | Lunes 22 de abril de 1985         |
| España                                                                        | Miércoles 5 de diciembre de 1984  |
| Estados Unidos · Canadá                                                       | Viernes 8 de junio de 1984        |
| Filipinas                                                                     | Viernes 4 de enero de 1985        |
| Finlandia                                                                     | Viernes 14 de diciembre de 1984   |
| Francia                                                                       | Miércoles 12 de diciembre de 1984 |

| País                 | Fecha de estreno                  |
| -------------------- | --------------------------------- |
| Grecia               | Viernes 21 de diciembre de 1984   |
| Hong Kong            | Jueves 6 de diciembre de 1984     |
| India                | Viernes 17 de mayo de 1985        |
| Israel               | Viernes 23 de noviembre de 1984   |
| Italia               | Viernes 25 de enero de 1985       |
| Jamaica              | Miércoles 2 de enero de 1985      |
| Japón                | Sábado 1 de diciembre de 1984     |
| Malasia              | Jueves 15 de noviembre de 1984    |
| México               | Viernes 21 de diciembre de 1984   |
| Noruega              | Jueves 13 de diciembre de 1984    |
| Nueva Zelanda        | Viernes 16 de noviembre de 1984   |
| Países Bajos         | Jueves 13 de diciembre de 1984    |
| Perú                 | Martes 25 de diciembre de 1984    |
| Portugal             | Viernes 14 de diciembre de 1984   |
| Reino Unido Irlanda  | Viernes 7 de diciembre de 1984    |
| República Dominicana | Martes 25 de diciembre de 1984    |
| Singapur             | Sábado 17 de noviembre de 1984    |
| Sudáfrica            | Viernes 30 de noviembre de 1984   |
| Suecia               | Viernes 14 de diciembre de 1984   |
| Suiza                | Viernes 21 de diciembre de 1984   |
| Tailandia            | Sábado 1 de diciembre de 1984     |
| Taiwán               | Sábado 22 de diciembre de 1984    |
| Uruguay              | Martes 25 de diciembre de 1984    |
| Venezuela            | Miércoles 19 de diciembre de 1984 |

## Recepción
La obra cinematográfica se convirtió en uno de los mayores éxitos de los 80. Arrasó en taquilla. Hoy en día casi nadie discute de que se la considere una película clásica.

## Secuela y reboots
La secuela de Los cazafantasmas se tituló, sencillamente, Ghostbusters II, y contó con el mismo reparto: Dan Aykroyd, Bill Murray, Harold Ramis, Ernie Hudson, Sigourney Weaver, Annie Potts y Rick Moranis, pero esta vez combatiendo al espíritu de un antiguo brujo malvado. Cazafantasmas 2 se estrenó en 1989, pero tuvo menos éxito de taquilla que su predecesora.
En octubre de 2014, el cineasta Paul Feig anunció que sería el encargado de realizar una nueva versión de la saga Ghostbusters, esta vez protagonizada por mujeres, la cual fue estrenada en 2016, bajo el título de Ghostbusters: Answer the Call. 
El 11 de noviembre del 2021 se estrenó Ghostbusters: Afterlife, protagonizada por Finn Wolfhard, Mckenna Grace, Paul Rudd, Carrie Coon, Logan Kim, Celeste O'Connor y los cazafantasmas originales, Dan Aykroyd, Bill Murray y Ernie Hudson. Harold Ramis, del elenco original, había fallecido en 2014.

## Productos derivados

### Series animadas
La película posteriormente daría origen a la serie animada Los Verdaderos Cazafantasmas, una de las más exitosas series animadas de Estados Unidos y nominada para un premio Emmy a mejor serie animada. La serie originalmente tenía un tono oscuro y siniestro, de estilo macabro, y utilizaba frecuentes monstruos y lugares de la mitología y la cultura popular, incluyendo el sandman, Cthulhu, el triángulo de las Bermudas, vampiros, zombis, hombres lobo y Samhain. En la mayor parte de este periodo, el escritor fue el famoso creador de Babylon 5 J. Michael Straczynski. Con el paso del tiempo la serie se tornó más infantil y perdió índice de audiencia. Dos spin-offs de la serie fueron Las aventuras de Pegajoso (Moquete, en España), básicamente una serie caricaturesca para niños pequeños, y Extreme Ghostbusters, que continuaba la original.

### Videojuegos
El primer juego de video basado en Los Cazafantasmas fue un juego de Activision para MSX, Commodore 64, Spectrum y Amstrad, datado en el año de estreno de la película, 1984. El título se convirtió en un éxito de ventas y, como curiosidad, era de los primeros en introducir voces (concretamente en la pantalla de inicio).
La segunda parte de la película tuvo también su videojuego, nuevamente de la mano de Activision, y a los formatos clásicos de 8 bits se añadirían los de 16 bits como Atari ST, Commodore 64, AMIGA o PC. Posteriormente habría versiones para las primeras videoconsolas.
Otro videojuego fue lanzado al mercado el 26 de junio de 2009 para las consolas Xbox 360, Game Boy Advance, PlayStation 3, Wii, PlayStation 2, Nintendo DS, PC y PSP, con voces proporcionadas por Bill Murray, Harold Ramis y Dan Aykroyd.

### Juegos de rol
Dos años después del estreno de la película, en 1986, la editorial West End Games publicaba el juego de rol Los Cazafantasmas. En 1989, con ocasión del estreno de la secuela Cazafantasmas 2, West End Games publicó una revisión del juego. En 1992 esta última versión del juego de rol fue traducida al castellano por la editorial barcelonesa Joc Internacional.

### Juegos de mesa
También existe un juego de mesa basado en la película Los cazafantasmas I, este fue publicado por la empresa Cryptozoic en 2015 a través de kickstarter y posteriormente lanzó una segunda versión basada en la película Los cazafantasmas II, en 2018.

### Figuras de acción
Entre los años 1986 y 1991 Kenner fabricó una línea de juguetes y figuras de acción de los Cazafantasmas, basada en su homónima serie de animación Los Verdaderos Cazafantasmas (The Real Ghostbusters). Los juguetes pasaban desde los personajes principales, secundarios, hasta vehículos e incluso el cuartel general de los Cazafantasmas.
En 2002, Neca lanzó una línea de figuras de colección con alto grado de detalle, conteniendo la colección a Gozer la Gozeriana, los Perros de Gozer, a Slimer y un muñeco Marshmallow de considerable tamaño (unos treinta centímetros de altura). Cabe resaltar los detalles de estas figuras como cabeza y manos intercambiables de Gozer, accesorios de Moquete en forma de alimentos y distintos festines y bebidas, o los ojos iluminados de los perros del terror.
En 2009, Mattel (mattycollector Archivado el 28 de agosto de 2011 en Wayback Machine.) lanzó al mercado una línea de juguetes de colección de los Cazafantasmas, con modelados muy reales y basados únicamente en las películas. Entre ellos destacan los cuatro personajes principales a gran escala (12 pulgadas) con ropa real, y mochila de protones con todo lujo de detalles y luces.
La colección continuó en curso hasta el año 2012.
En 2017, Playmobil lanzó al mercado una línea de juguetes inspirados en las películas.

### Cómics y literatura
En 1988, la desaparecida compañía Now Comics tuvo la licencia para realizar cómics basados en la serie de animación e inclusive lanzaron un cómic adaptando Ghostbusters 2 con el estilo de la serie animada. La versión británica del cómic fue publicada por Marvel Britain e incluía la tira de diarios que inspiró.
El cómic Ghosbusters: Legion fue financiado por Sony y se comenzó a publicar en 2003.
Hay dos novelas basadas en la primera película, la primera fue publicada simultáneamente con el estreno, y escrita por Larry Milne, siendo la más larga y compleja; la seguida, titulada Ghostbusters: The Supernatural Spectacular, fue escrita por Richard Mueller y publicada en 1985 y es más corta. También hay una novela basada en la película Ghostbusters II, escrita por Ed Naha.
La novela Ghostbusters: The Return, es un libro basado en Los cazafantasmas y publicado en el 2004, escrito por Sholly Fisch, el cual relata las peripecias de los Cazafantasmas poco después del Incidente Gozer, que incluye la postulación de Peter Venkman como candidato a alcalde de Nueva York.
Desde 2011, la editorial estadounidense IDW publica una serie regular de cómics que continúa la historia tras las dos primeras películas, además de otras miniseries y crossovers con otros personajes de la editorial (como Cazafantasmas/Tortugas Ninja). Estas ediciones están siendo publicadas en España por Fandogamia Editorial desde 2017.